# Amlaib
Amlaib (Olaf) (škot. Amlaíb mac Illuilb) († 977.), kralj Pikta i Albe (Škota) od 971./973. do 977. godine. Bio je sin škotskog kralja Indulfa († 962.) i brat kralja Culena († 971.), kojeg je vjerojatno naslijedio. Moguće je da je Kenneth II., sin škotskog kralja, preuzeo nakratko prijestolje nakon Culenove smrti, ali ga je Amlaib uspio svrgnuti.
Godine 977. ubio ga je Kenneth II. i preuzeo vlast nad Škotskom.
| Prethodnik:       | Kralj Škota (971. - 977.) | Nasljednik:             |
| Culen (967.-971.) | Kralj Škota (971. - 977.) | Kenneth II. (971.-995.) |